# Маркс, Эмануэль
Эмануэль Маркс (ивр. עמנואל מרקס‎; 8 мая 1927, Мюнхен, Германия — 13 февраля 2022, Рамат-ха-Шарон) — израильский антрополог и социолог, основатель отделения социологии и антропологии Тель-Авивского университета, автор исследований, посвящённых жизни бедуинов Израиля, жителей лагерей палестинских беженцев и еврейских беженцев из арабских стран. Лауреат Премии Израиля (1998).

## Биография
Родился в 1927 году в Мюнхене. В 1938 году, после Хрустальной ночи, отец Эмануэля был заключён в концлагерь Дахау, но позже выпущен на свободу. В июне 1939 года родители отправили Эмануэля и его брата Шимона в Манчестер к родным в составе так называемого «Киндертранспорта». Сами они вскоре после этого снова попали в лагерь, но сумели бежать и в сентябре 1939 года добрались до подмандатной Палестины. В следующем году оба сына присоединились к родителям в Палестине.
Во время Войны за независимость Израиля Эмануэль Маркс служил в батальоне «Хаганы» «Мориа». Участвовал в боях за кибуц Рамат-Рахель под Иерусалимом. После войны получил степень магистра по новейшей истории Ближнего Востока в Еврейском университете в Иерусалиме. В рамках работы над магистерской диссертацией провёл 3 месяца в племени Азазме негевских бедуинов. С 1955 по 1959 год работал помощником консультанта по арабским делам премьер-министра Израиля. В 1959 году получил стипендию от Британского совета и отправился в Манчестерский университет (центр манчестерской школы антропологии), где работал над докторатом. В процессе подготовки диссертации вёл полевую работу в бедуинском племени Абу-Гвейд. В диссертации Маркс демонстрировал, как быт современных ему бедуинов формируется под воздействием политики израильской военной администрации в Негеве, исключавшей бедуинские кочевые племена из национальной экономической структуры. Текст диссертации был в 1967 году опубликован отдельным изданием под названием «Бедуины Негева» в издательстве Манчестерского университета.
Вскоре после получения степени доктора философии, в 1964 году, к Эмануэлю Марксу обратилось руководство недавно созданного Тель-Авивского университета с предложением основать в этом вузе отделение социологии и антропологии. Маркс принял это предложение и продолжал преподавать в Тель-Авивском университете до выхода на пенсию в 1995 году. В 1960-е годы переехал с семьёй в Маалот — один из городов развития на севере Израиля, заселявшийся репатриантами из Марокко, — где также вёл полевые исследования. В 1976 году стал также основателем антропологического отдела Института изучения пустыни Беэр-Шевского университета в Сде-Бокере и оставался его директором до 1989 года.
В 1977 году приветствовал приход к власти в Израиле партии «Ликуд», который считал возможностью для страны преодолеть масштабную коррупцию, ставшую следствием долгого пребывания у власти партии МАПАЙ и её политических наследников. Однако к 2010-м годам разочаровался в руководстве правого политического лагеря, также остававшегося у власти слишком долго и, по мнению учёного, приближавшего страну к фашистскому режиму.
В 1998 году стал лауреатом Премии Израиля по социологии. Скончался в феврале 2022 года в возрасте 94 лет у себя дома в Рамат-ха-Шароне, пережив жену и оставив после себя троих детей.

## Научная работа
Эмануэль Маркс получил известность как ведущий исследователь образа жизни бедуинов Израиля. Помимо его магистерской и докторской диссертаций, им издана также работа «Бедуины горы Синай: антропологическое исследование их политической экономии» (англ. Bedouin of Mount Sinai: An Anthropological Study of Their Political Economy, 2013). Материалы для этой работы были собраны в начале 1980-х годов на Синайском полуострове, в это время переходившем из-под израильского контроля под контроль Египта.
В 1971 году, будучи профессором Тель-Авивского университета, Маркс подготовил к печати исследовательскую работу, посвящённую быту жителей лагерей палестинских беженцев. Она вышла в 1971 году на английском языке под названием «Некоторые социологические и экономические аспекты лагерей беженцев на Западном берегу Иордана» (англ. Some Sociological and Economic Aspects of Refugee Camps on the West Bank). Наряду с исследованиями палестинских беженцев, публиковал также работы о жизни еврейских беженцев из арабских стран.
В 2002 году присоединился к археологическим раскопкам Наамы Горен-Инбар, которые велись на месте раннепалеолитического (между 850 и 750 тыс. лет до н. э.) поселения у Моста дочерей Иакова. Маркс как антрополог внёс вклад в описание общественного устройства жизни обитателей этих поселений.
Последняя крупная работа Маркса, вышедшая в 2020 году в издательстве Routledge, была посвящена теме государственного насилия и носила название «Государственное насилие в нацистской Германии: от Хрустальной ночи до „Барбароссы“» (англ. State Violence in Nazi Germany: From Kristallnacht to Barbarossa). Маркс, переживший Хрустальную ночь в Германии, занимался темой насилия и ранее (в частности, изучая это явление в среде израильских репатриантов из североафриканских стран), но в этой последней книге возвращался к впечатлениям собственного детства.